# ピレウス県

ピレウス県
Περιφερειακή ενότητα Πειραιώς測地系: 北緯37度58分 東経23度38分 / 北緯37.967度 東経23.633度座標: 北緯37度58分 東経23度38分 / 北緯37.967度 東経23.633度

ピレウス県（ピレウスけん、Πειραιάς / Pireás）は、ギリシャ共和国のアッティカ地方を構成する行政区（ペリフェリアキ・エノティタ）のひとつ。

## 地理

### 主要な都市・集落
人口1万人以上の都市には以下がある（人口はいずれも2001年国勢調査）。
- ピレウス（ピレウス市） - 175,697 人
- ニケア（英語版）（ニケア＝アイオス・イオアニス・レンティス市） - 93,086人
- ケラツィニ（英語版）（ケラツィニ＝ドラペツォナ市） - 76,102人
- コリダロス（英語版）（コリダロス市） - 67,456人
- ペラマ（英語版）（ペラマ市） - 25,720人
- アイオス・イオアニス・レンティス（英語版）（ニケア＝アイオス・イオアニス・レンティス市） - 15,060人
- ドラペツォナ（英語版）（ケラツィニ＝ドラペツォナ市） - 12,944人

- ピレウス港
- ペラマの修道院

## 行政区画

### 自治体（ディモス）

ピレウス県・諸島県の自治体

ピレウス県は、以下の自治体（ディモス、市）から構成される。面積の単位はkm²、人口は2001年国勢調査時点。
|   | 自治体名                                 | 綴り                        | 政庁所在地      | 面積 | 人口    |
| - | ---------------------------------------- | --------------------------- | --------------- | ---- | ------- |
| 1 | ピレウス（ピレアス）                     | Πειραιάς                    | ピレウス (el)   | 10.9 | 175,697 |
| 4 | ケラツィニ＝ドラペツォナ                 | Κερατσίνι-Δραπετσώνα        | ケラツィニ (el) | 9.7  | 89,046  |
| 5 | コリダロス                               | Κορυδαλλός                  | コリダロス      | 4.3  | 67,456  |
| 7 | ニケア＝アイオス・イオアニス・レンティス | Νίκαια-Άγιος Ιωάννης Ρέντης | ニケア (el)     | 11.3 | 108,146 |
| 8 | ペラマ                                   | Πέραμα                      | ペラマ          | 14.7 | 25,720  |

### 旧自治体（ディモティキ・エノティタ）

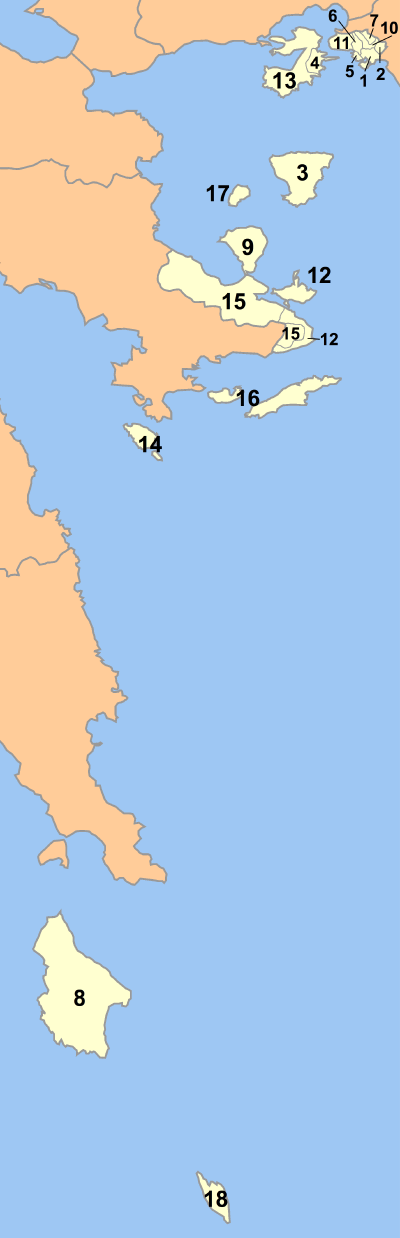
ピレウス県の旧自治体（2010年まで）

カリクラティス改革（2011年1月施行）以前、アッティカ県（ノモス）に属する行政区（ノマルヒア）としてのピレウス県があった。カリクラティス改革にともない、地方（ペリフェリア）を構成する行政区（ペリフェリアキ・エノティタ）となり、ピレウス近郊を除く離島部が諸島県として分離された。
下表の番号は右図と対応している。「旧自治体名」欄で※印を付したものはキノティタ、それ以外はディモス。「政庁所在地」欄で太字になっているものは、新自治体の政庁所在地となったものを示す。
|    | 旧自治体                         | 綴り                 | 政庁所在地                       | 新自治体                                 |
| -- | -------------------------------- | -------------------- | -------------------------------- | ---------------------------------------- |
| 1  | ピレウス（ピレアス）             | Πειραιάς             | ピレウス (el)                    | ピレウス                                 |
| 2  | アイオス・イオアニス・レンティス | Άγιος Ιωάννης Ρέντης | アイオス・イオアニス・レンティス | ニケア＝アイオス・イオアニス・レンティス |
| 5  | ドラペツォナ                     | Δραπετσώνα           | ドラペツォナ                     | ケラツィニ＝ドラペツォナ                 |
| 6  | ケラツィニ                       | Κερατσίνι            | ケラツィニ                       | ケラツィニ＝ドラペツォナ                 |
| 7  | コリダロス                       | Κορυδαλλός           | コリダロス                       | コリダロス                               |
| 10 | ニケア                           | Νίκαια               | ニケア                           | ニケア＝アイオス・イオアニス・レンティス |
| 11 | ペラマ                           | Πέραμα               | ペラマ                           | ペラマ                                   |

- Διοικητική διαίρεση νομαρχίας Πειραιά (πρόγραμμα Καποδίστριας) - ピレウス県の自治体・集落一覧（1999年 - 2010年）